# Apinagia leptophylla
Apinagia leptophylla là một loài thực vật có hoa trong họ Podostemaceae. Loài này được (Goebel) P.Royen mô tả khoa học đầu tiên năm 1951.